# Cal Poly Mustangs

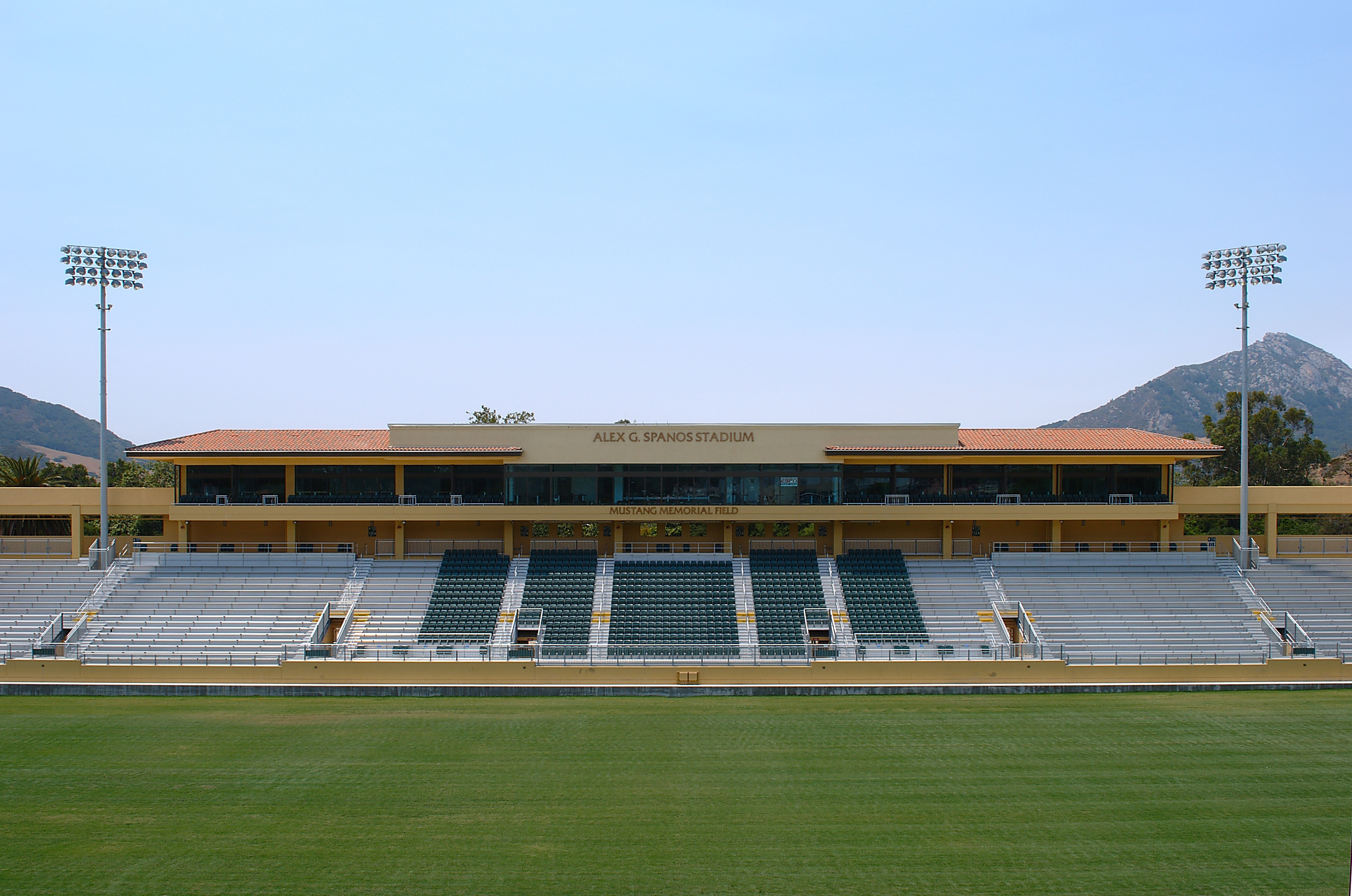
Alex G. Spanos Stadium.

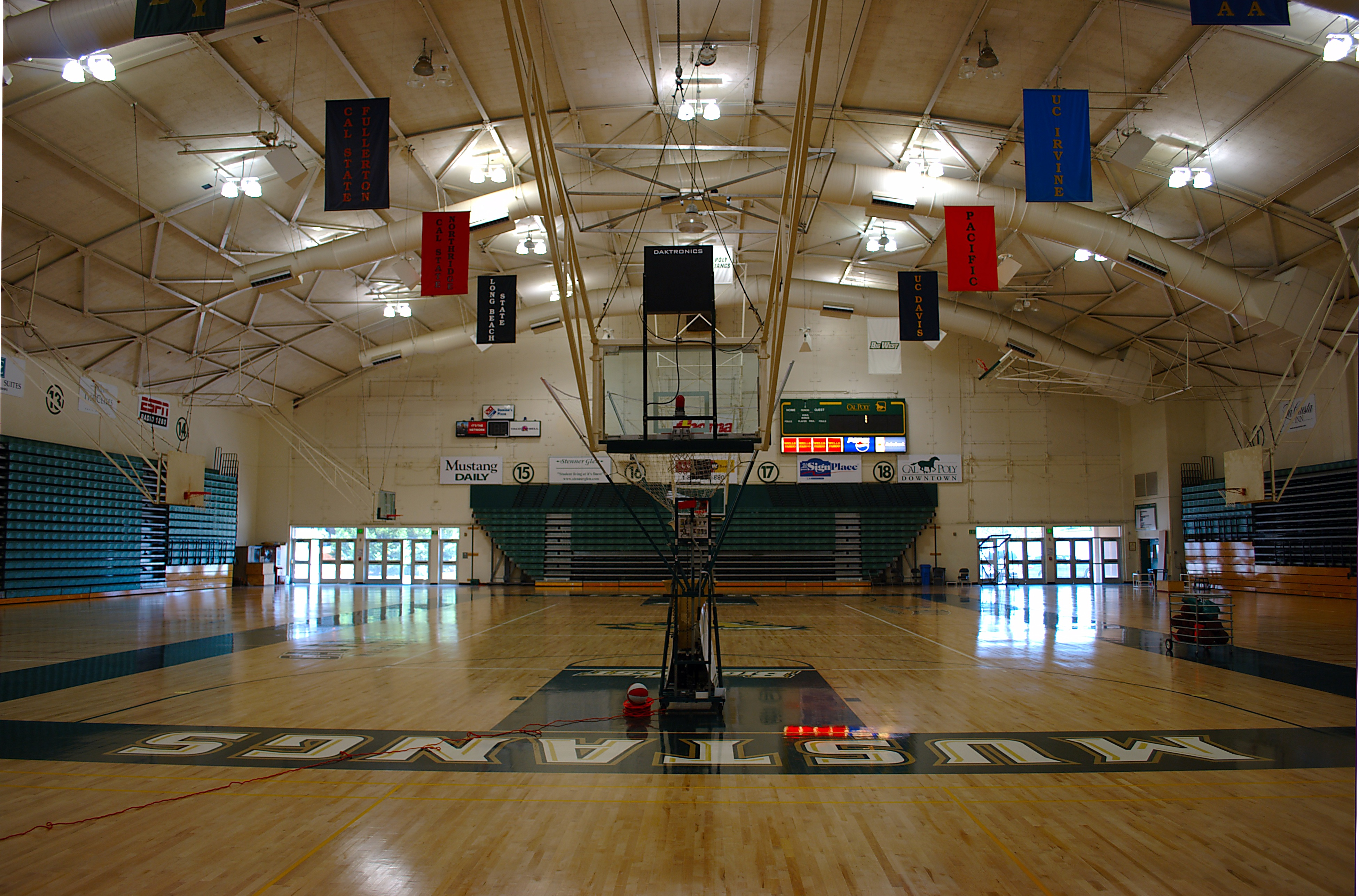
Mott Athletic Center.

Cal Poly Mustangs (español: Mustangs de la Politécnica Estatal de California) es el equipo deportivo de la Universidad Politécnica Estatal de California, situada en San Luis Obispo, en el estado de California. Los equipos de los Mustangs participan en las competiciones universitarias organizadas por la NCAA, y forman parte de la Big West Conference, salvo en lucha, que pertenecen a la Pacific-12 Conference u el fútbol americano, que lo hace en la Big Sky Conference.

## Apodo y mascota
Los deportistas de la Politécnica de California reciben el apodo de Mustangs, y la mascota es uno de esos caballos llamado Musty.

## Programa deportivo
Los Mustangs participan en las siguientes modalidades deportivas:
| - Masculino - Baloncesto - Béisbol - Fútbol americano - Cross - Golf - Atletismo - Natación - Fútbol - Lucha libre olímpica - Tenis |  | - Femenino - Baloncesto - Cross - Voleibol - Golf - Fútbol - Atletismo - Softball - Tenis - Natación |

### Baloncesto
El mayor éxito del equipo masculino de baloncesto lo consiguió en 2007, cuando ganó el torneo de la Big West Conference. Nunca ha llegado a jugar la Fase Final de la NCAA, y el único de sus jugadores que ha llegado a debutar en la NBA ha sido el escolta David Nwaba.

### Fútbol americano
El equipo de fútbol americano pertenece a la Great West Football Conference, compeición que ha conseguido ganar en dos ocasiones, en 2004 y 2005. Un total de 26 jugadores salidos de sus filas han llegado a jugar en la NFL, de los cuales únicamente dos lo hacen en la actualidad. Anualmente disputan un partido de rivalidad ante la Universidad de Davis, denominado la Batalla de la herradura de oro. En las cuatro ediciones que se han disputado desde que se le dio oficialidad al partido, la victoria ha correspondido en dos ocasiones para cada equipo.

### Béisbol
Un total de 10 jugadores de los Mustangs han llegado a jugar en las Grandes Ligas, de los cuales dos lo hacen en la actualidad.

## Instalaciones deportivas
- Mott Gym, conocido oficialmente como "Robert A. Mott Gymnasium", es el pabellón donde se disputan las competiciones de baloncesto y voleibol. Fue inaugurado en 1960 y reformado en 1998. tiene una capacidad para 3.022 espectadores.[3]
- Alex G. Spanos Stadium es el estadio donde se disputan el fútbol masculino y femenino y el fútbol americano. fue inaugurado en noviembre de 2006, y cuenta con una capacidad para 11 750 espectadores. La superficie es de hierba natural.[3]
- Baggett Stadium es el estadio de béisbol. Fue inaugurado en 2001 y tiene una capacidad para 1.534 espectadores.[3]